# Zalmay Khalilzad
Zalmay Mamozy Khalilzad (Pashto/Dari: زلمی خلیلزاد Zalmay Khalīlzād; Mazar-e Sarif, 22 de marzo de 1951) es un político y diplomático afgano-estadounidense, que fue Embajador de los Estados Unidos ante las Naciones Unidas, durante las presidencias de George W. Bush y parte de la de Barack Obama, y ante Afganistán e Irak. En 2018, fue designado por el secretario Mike Pompeo como enviado especial a Afganistán para negociaciones. El 18 de octubre de 2021 el jefe de la diplomacia de EE. UU. Blinken anunció que dejaba sus funciones y que sería sustituido por su adjunto Thomas West.
Desde la década de 1980 trabaja vinculado al Departamento de Estado y ante el de Defensa en el desarrollo de políticas exteriores. Fue la persona musulmana en llegar más alto en un cargo durante la presidencia de George W. Bush.
Nació en Mazar-e Sarif, pero creció en Kabul, Afganistán, se recibió en la Universidad Americana de Beirut y posteriormente en la Universidad de Chicago. Durante el secundario había realizado un intercambio con el programa AFC en Ceres, California, siendo esa ocasión su primera vez en Estados Unidos.

## Trayectoria
Khalilzad nació en Mazar-e Sarif, en Afganistán y creció en la capital, Kabul. Es de etnia pastún de la tribu nurzai.
Khalilzad comenzó su educación en la escuela pública Ghazi Lycée en Kabul. Primero pasó un tiempo en Estados Unidos como estudiante de intercambio de secundaria con los American Field Service en Ceres, California. Posteriormente, obtuvo su licenciatura y su maestría en la Universidad Americana de Beirut, en el Líbano. Khalilzad recibió su doctorado en la Universidad de Chicago, donde estudió de cerca con el politólogo estadounidense Albert Wohlstetter, un destacado pensador y estratega de la disuasión nuclear. Wohlstetter proporcionó a Khalilzad contactos dentro del gobierno y RAND. Khalilzad ha contribuido con al menos 28 artículos a RAND Corporation.